# Лопес Пейнадо, Хосе Луис
Хосе Луис Лопес Пейнадо (исп. José Luis López Peinado; род. 21 мая 1943, Тетуан) — испанский футболист, защитник.

## Клубная карьера
В игровом сезоне 1965—1966 и части сезона 1966—1967 Лопес Пейнадо был вынужден пройти военную службу, обязательную в то время в Испании. Он завершил её через шестнадцать месяцев. После военной службы в середине сезона 1966–1967 он оказался в клубе «Райо Вальекано».
В 1967 году перешёл в «Реал Мадрид», за который выступал всю оставшуюся карьеру футболиста, которую завершил в 1976 году в 34-летнем возрасте.

## Карьера в сборной
В 1972—1973 годах Лопес Пейнадо выступал за национальную сборную Испании, за которую провёл 4 официальных матча.